# Ежа
Е́жа́ (лат. Dáctylis) — род многолетних травянистых растений семейства Злаки, или Мятликовые (Poaceae), распространённых в Евразии и Северной Америке.
Хорошо растёт на рыхлых плодородных почвах, не любит чрезмерного увлажнения. Растёт по берегам рек, на лугах, по обочинам дорог, некоторые виды встречаются в тенистых лесах.

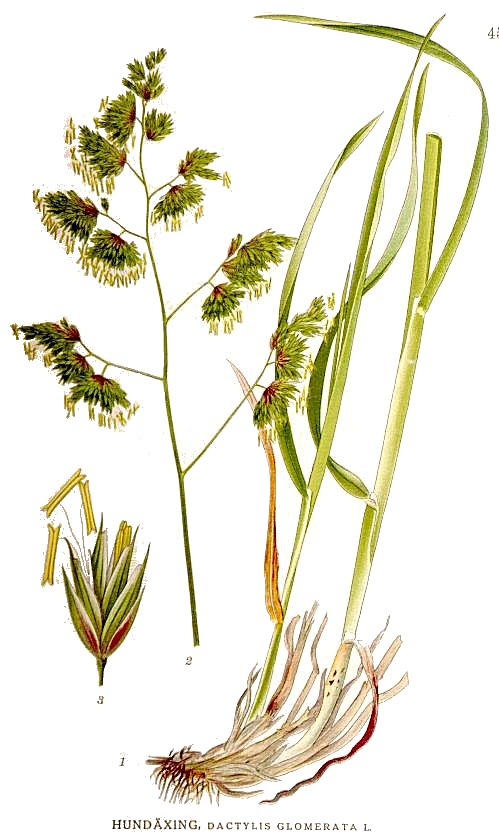
Ежа сборная (Dactylis glomerata).

## Ботаническое описание
Высота растения более 1 метра. Корневище утолщённое ползучее.
Стебли многочисленные. Прикорневые листья многочисленные широколинейные, листорасположение очерёдное, двухрядное
Цветки собраны в однобокие метёлки по 3—6 в колоске. Время цветения — июнь, июль.
Плод — зерновка.

## Значение и применение
Кормовой верховой злак, хорошо поедается любым видом скота, быстро восстанавливается после скашивания. Считается самым ранним зелёным кормом весной. В культуре с XIX века используется как кормовое растение.
Посевы этого злака используются для формирования газонов в ландшафтном дизайне и создания пастбищ в сельском хозяйстве.

## Таксономия
Ранее род Ежа считался монотипным таксоном, включающим единственный широко распространённый вид Ежа сборная (Dactylis glomerata L.).
Разные источники включают в род до 5—10 видов.
В настоящее время общепризнанными являются три вида:
- Dactylis glomerata L. typus[3] — Ежа сборная, или Ежа скученная
  - [syn.  Dactylis altaica Besser — Ежа алтайская]
  - [syn.  Dactylis marina Borrill]
- Dactylis spicata (Pamp.) Guglielmo & Scalia
- Dactylis stenophylla (Podp.) Opiz ex Podp.

Многие таксоны, ранее выделяемые в отдельные виды, теперь признаются подвидами Dactylis glomerata; их насчитывается около десятка.
- Dactylis glomerata subsp. glomerata
- Dactylis glomerata subsp. himalayensis Domin
- Dactylis glomerata subsp. hispanica (Roth) Nyman
  - [ syn. Dactylis glomerata var. hispanica (Roth) W.D.J.Koch ]
  - [syn.  Dactylis hispanica Roth basionym]
- Dactylis glomerata subsp. ibizensis (Gand.) Stebbins & Zohary
- Dactylis glomerata subsp. judaica Stebbins & Zohary
- Dactylis glomerata subsp. juncinella (Bory) Boiss.
- Dactylis glomerata subsp. lobata (Drejer) H.Lindb.
  - [syn.  Dactylis aschersoniana Graebn.]
  - [ syn. Dactylis glomerata subsp. aschersoniana (Graebn.) Thell. ]
  - [ syn. Dactylis glomerata var. lobata Drejerbasionym ]
  - [ syn. Dactylis glomerata subsp. polygama (Horv.) Domin ]
  - [syn.  Dactylis polygama Horv.]
- Dactylis glomerata subsp. lusitanica Stebbins & Zohary
- Dactylis glomerata subsp. santai Stebbins & Zohary
- Dactylis glomerata subsp. smithii (Link) Stebbins & Zohary
- Dactylis glomerata subsp. woronowii (Ovcz.) Stebbins & Zohary
  - [syn.  Dactylis woronowii Ovcz. basionym]